# Хамам у Нишкој тврђави
Хамам у Нишкој тврђави се налази уз Стамбол капију. Настао је у 15. веку и најстарији је сачувани турски објекат у Нишу. Записан је први пут 1498. године у Нишком пописном дефтеру. Тада су убележена два хамама у Нишу: „Али бега, сина Михал беговог и Мехмед бега, сина Минет беговог“.

## Историја
Након Античке терме у Нишкој тврђави  са свим особинама које одликује касноантичку – тетрахијску архитектуру,  која су    биле пандам савременим велнес и спа центрима, попут оних у Јустинијани Прими, Виминацијуму, након доласка Османлија у Нишу је завладао један нови вид рекреације, опуштања и социјалног живот, у турским купатилима или хамамима.
У периоду Османске власти у Нишу се  хамами први пут  помињу у турским пописним књигама из 1516. и од 1521. до 1523. године.
Нешто касније Турски путописац Евлија Челебија бележи да у Нишу, 1660. године, са обе стране моста на Нишави, постоји по један хамам. У време Челебијиног боравка у Нишу, хамам на десној обали Нишаве није био у саставу Нишке тврђаве.
Хамам је првобитно био ван бедема данашње Нишке тврђаве, све све до завршетка њене изградње  1723. Отуда и закључак Челебије да су се хамами налазили крај моста на Нишави.
Хамам у Нишкој тврђави задужбина је Мехмед бега, првог санџакбега Смедеревског санџака од 1459. до 1463.
Хамам се помиње 1760. под називом Ђумушоглијин хамам.

## Изглед
Хамам у Нишкој тврђави је једноструко турско купатило, намењено или само женском, или само мушком делу становништва. Изграђен је од опека и притесаног камена, наизменично постављених. Зидови су дебљине до једног метра.
Хамам се водом снабдевао из Нишаве уз помоћ дрвеног витла са посудама, којим се вода захватана из реке и глиненим, укопаним цевима, доводила до резерваоара хамама. У резервоару, (јами), вода је потом филтрирана, како би се уклониле механичке нечистоће, а потом пречишћена, једним делом загрејана, а другим делом хладна, цевима доводила у хамам за купање. Нечиста вода је посебним каналом враћана у Нишаву.
Од просторија, тврђавског хамама, није сачуван шедрван чекаоница, из које се улазило у свлачионицу (капалук), која и сада постоји. Потом се одлазило у мејдан - претпросторију за купање, са цевима за топлу и хладну воду. Мејдан је повезан са халватом -купаоницом - подељеном на две мање просторије. На крају хамама је резервоар за воду - хазна и ћулхана - ложионице. Изнад капалука и мејдана постављена је на крову по једна купола, а изнад халвата две.

## Заштита
Хамам у Нишкој тврђави који потиче из периода од пада Србије под турску власт до Велике сеобе, (1465. година), проглашен је за  Културно добро од великог значаја. Добро је уписано у централни регистра под бројем СК 289.   23. децембар 1982. године који води Завод за заштиту споменика културе Ниш. Основ за упис у регистар било је Решење Завода за заштиту и научно проучавање споменика културе НРС бр. 671/48 од 06.05.1948. године
Од 1973. до 1975. године на хамаму су извршени конзерваторско - рестаураторски радови под надзором Завода за заштиту споменика културе из Ниша, и под руководством архитекте Данице Јанић.
Након конзервације хамам је једно време коришћен за туристичка разгледања Нишке тврђаве, потом  као угоститељски објекат, а данас се у њему налази Нишвил џез музеј прва невладина институција културе, те врсте у Србији, која је свечано отворена 3. августа 2018. године, у време одржавања традиционалног 35. по реду Нишвил џез фестивала („Нишвил 2018.”).